# دئورنینگن
دئورنینگن (به هلندی: Deurningen) یک منطقهٔ مسکونی در هلند است که در دینکل‌لاند واقع شده‌است. دئورنینگن ۱٬۹۴۸ نفر جمعیت دارد.